# Jutlander Bank
Jutlander Bank var Danmarks 15. største bank, målt på arbejdende kapital. Jutlander Bank blev dannet den 6. januar 2014, da Sparekassen Himmerland og Sparekassen Hobro fusionerede. Bankens hovedsæde ligger i Aars. Jutlander Bank har 104.000 kunder og en egenkapital på 2,4 milliarder kroner. Banken har filialer i Himmerland, Aalborg, Aarhus, Randers, Fjerritslev, Galten og Gjerlev.
Banken besluttede den 23. januar 2014 at samle de tidligere afdelinger i Terndrup, Als og Hadsund til en stor ny afdeling på Bankpladsen i Hadsund. Samtidig blev det besluttet, at bankens mindste afdelinger i Ravnkilde og Nørager samt afdelingen Adelgade i Hobro skulle flyttes til filialen på Store Torv i Hobro.
Ved indgangen til 2015 købte Jutlander Bank to afdelinger af Østjydsk Bank, Gjerlev og Randers.
Den fusionerede 1. september 2021 med Sparekassen Vendsyssel og dannede Sparekassen Danmark.

## Ekstern henvisning
- Jutlander Banks hjemmeside